# ハインリヒ・フェルディナント・ホフマン
ハインリヒ・ヨハン・ホフマン（Heinrich Johann Michael Ferdinand Hofmann、1824年3月19日 - 1911年6月23日）はドイツの画家である。

## 略歴
ダルムシュタットで生まれた。両親とも美術愛好家で、父親は役人、弁護士で水彩画を描き、母親も結婚前に絵を習っていた。兄のルドルフ(Rudolf Hofmann:1820-1882)も画家になり、弟のカール・フォン・ホフマン(Karl von Hofmann:1827-1910)は後にヘッセン大公国の首相を務める人物で、甥に象徴主義の画家となるルートヴィヒ・フォン・ホフマンがいる。
母親から絵を学んだ後、ダルムシュタットの宮廷版画家のエルンスト・ラウフ(Ernst Rauch)に学び、1842年にデュッセルドルフ美術アカデミーに入学しテオドール・ヒルデブラントに学んだ。フリードリッヒ・ヴィルヘルム・シャドウのスタジオでも学んだ。
オランダ、フランスへも留学し、1846年にアントウェルペンの美術アカデミーで学んだ。ミュンヘンにも長く滞在し、1848年にダルムシュタットに戻った。家族が有力な政治家になっていたので、有力者の肖像画を描くことになり、政治家のハインリヒ・フォン・ガーゲルンや化学者のユストゥス・フォン・リービッヒの肖像画を描いた。1851年にドレスデンを訪れ、その美術館の作品も学んだ。
1854年に母親が亡くなった後、宗教に関する絵を描くようになり、1854年の秋にイタリアへ旅し、ヴェネツィアで15世紀の画家、ジョルジョーネやヤーコポ・ベッリーニ、ジョット・ディ・ボンドーネの作品を研究し、フィレンツェにも滞在した後、1855年にローマに移った。ローマではナザレ派に影響を受けた画家のペーター・フォン・コルネリウスに紹介され、コルネリウスの仕事場をしばしば訪れ、ホフマンの作品にコルネリウスは助言を与えた。
1858年にローマで描き上げた作品はダルムシュタットの大公のギャラリーに買い上げられた。その年、ダルムシュタットに戻り、翌年結婚した。
ダルムシュタットで肖像画や教会の装飾画を描いた後、1862年にドレスデンに移り、1870年にヨハン・カール・ウルリッヒ・ベールの後任としてドレスデンの美術学校(後のドレスデン美術大学)の教授に任じられた。1872年にはザクセン王、ヨハンから功労賞を贈られた。1891年に妻が亡くなった後、引退し、1911年にドレスデンで死去した。

## 作品

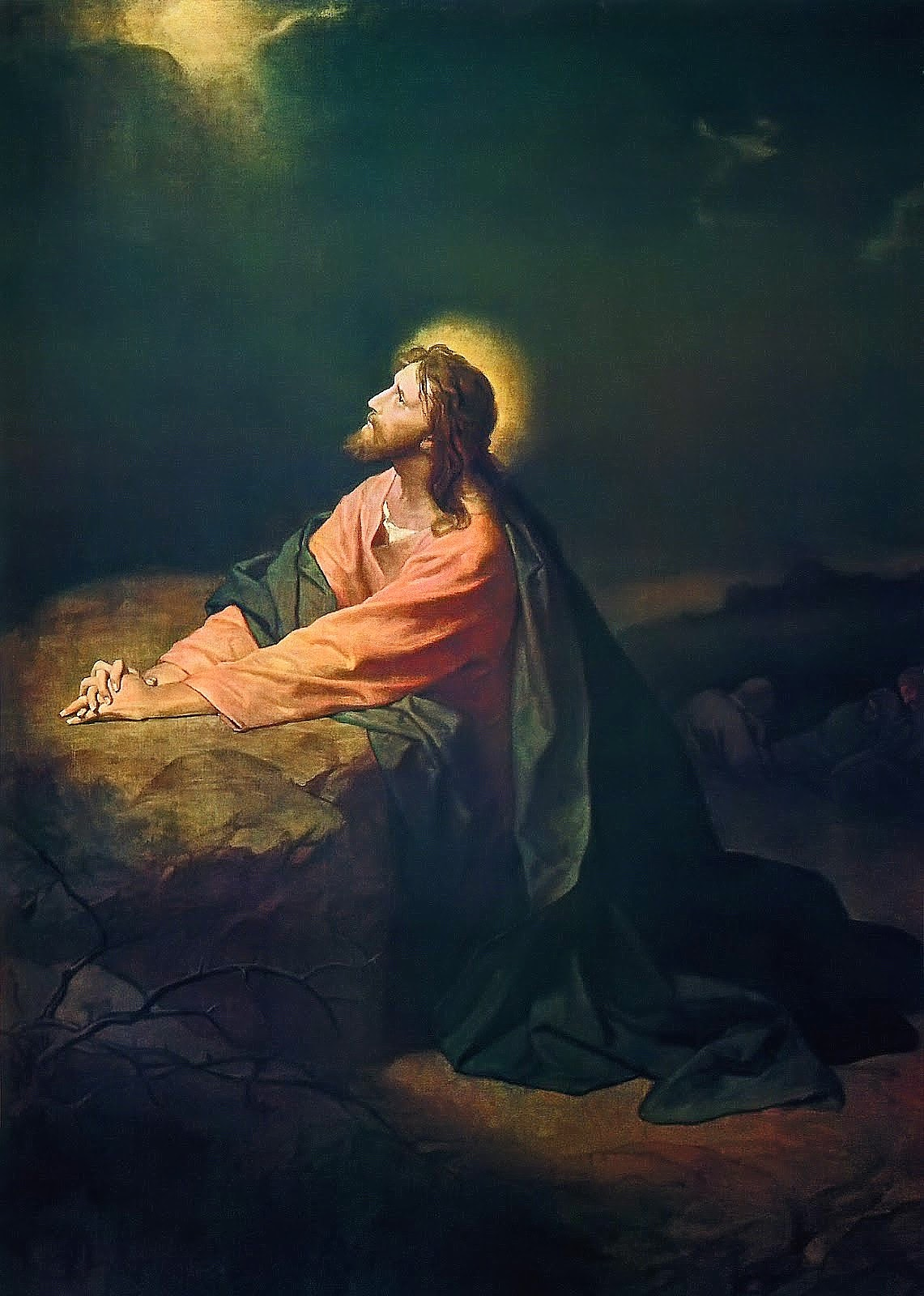
ゲッセマネのキリスト (1890)
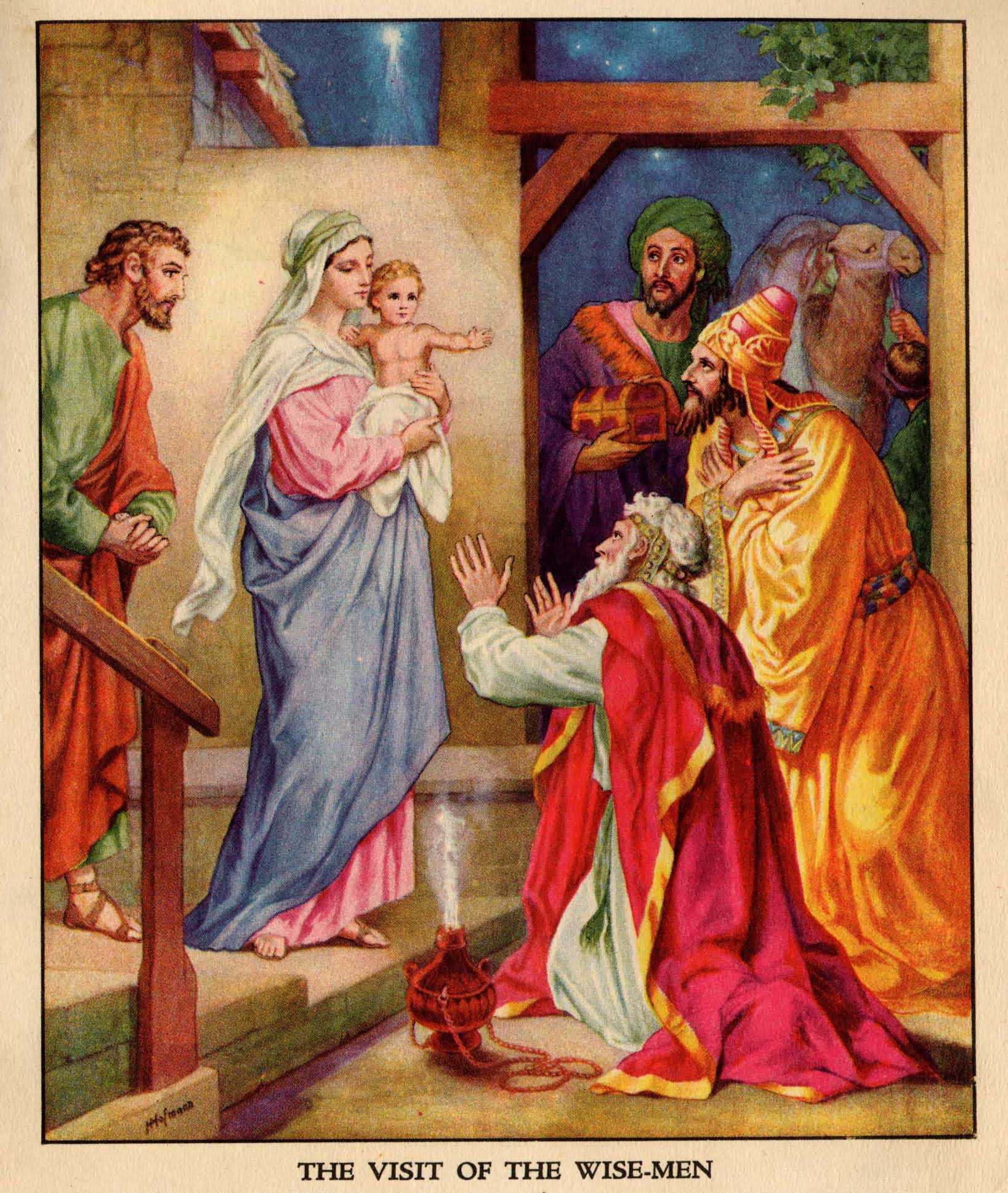
東方の三博士の来訪 (c.1887)
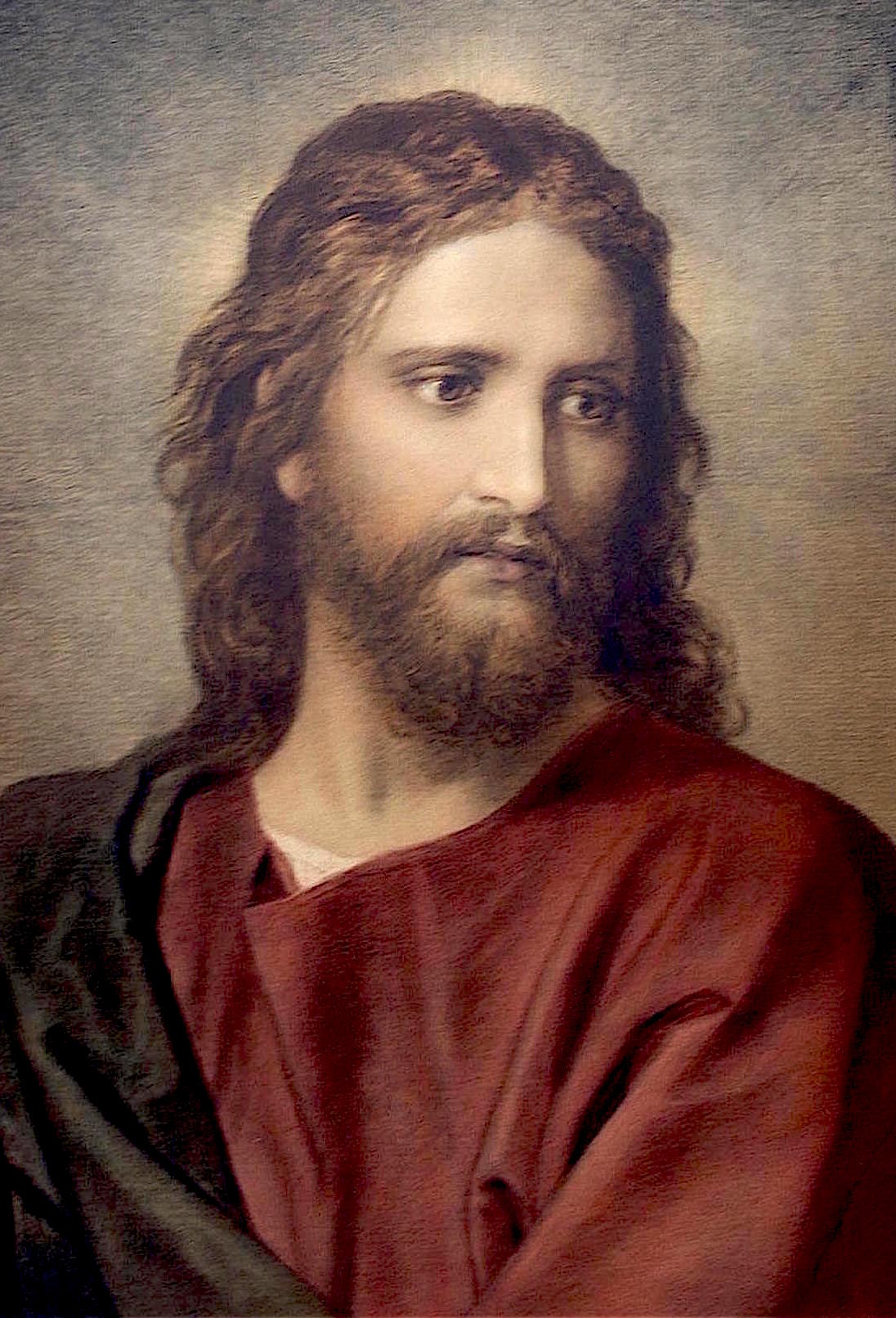
キリスト(1889)
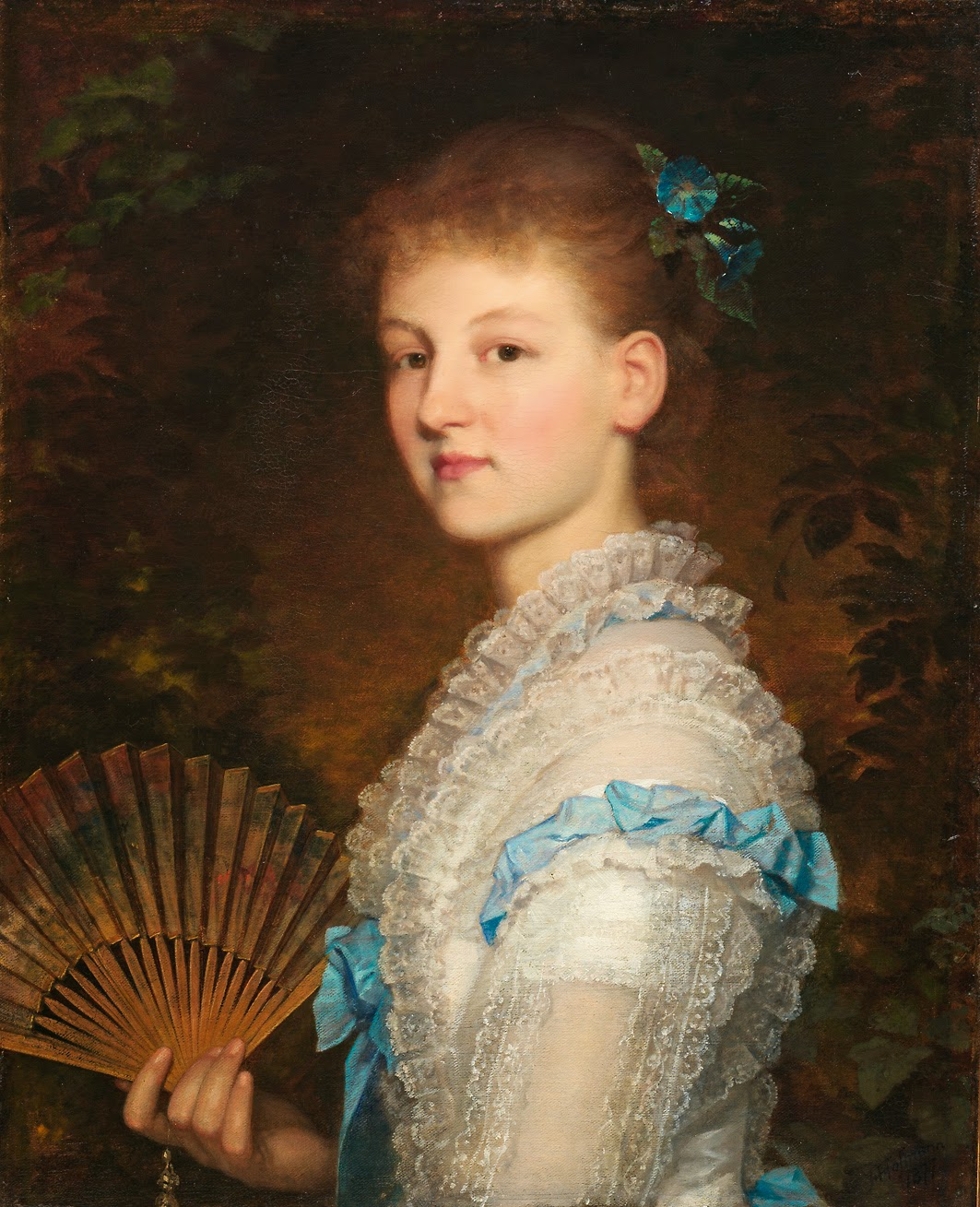
女性の肖像画

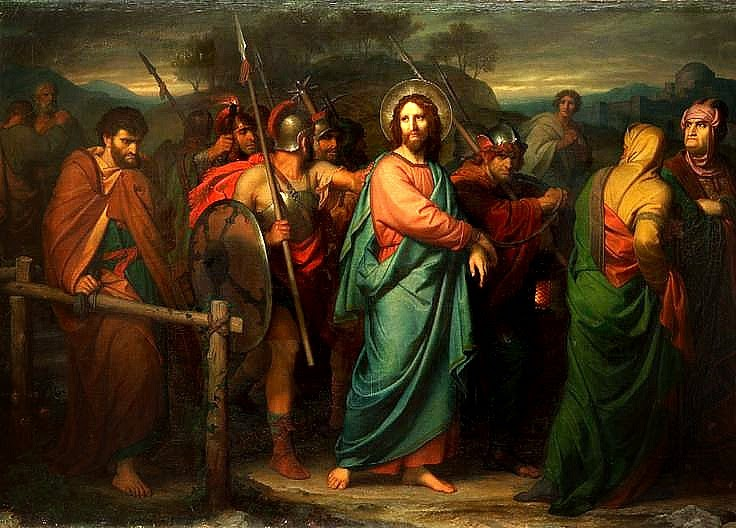
キリストの逮捕(1858)
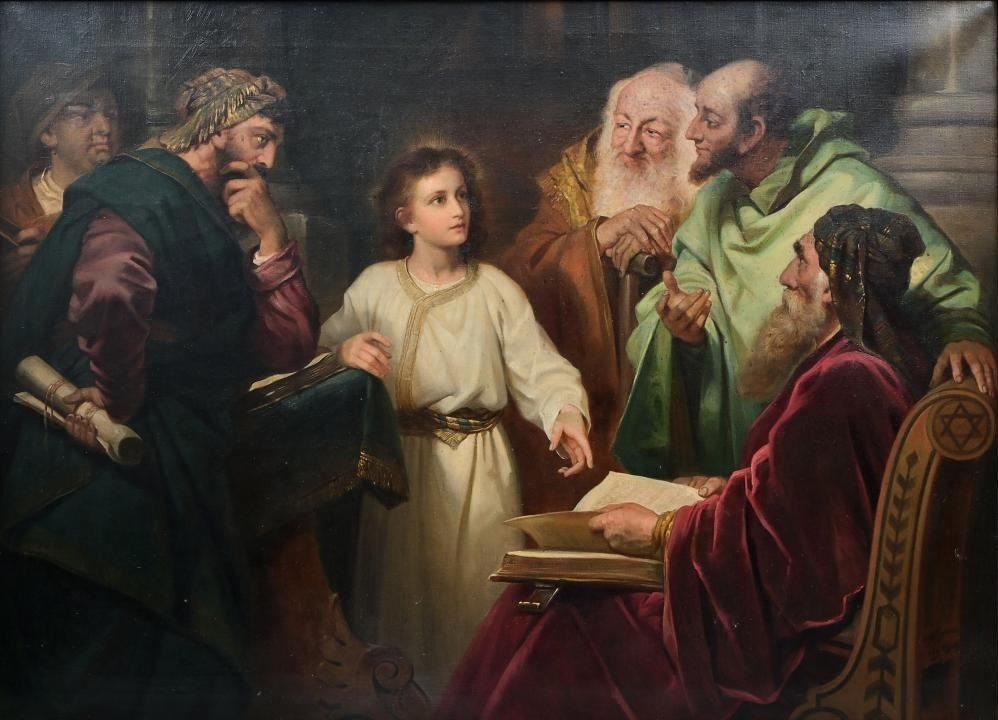
博士たちの中のイエス (1884)
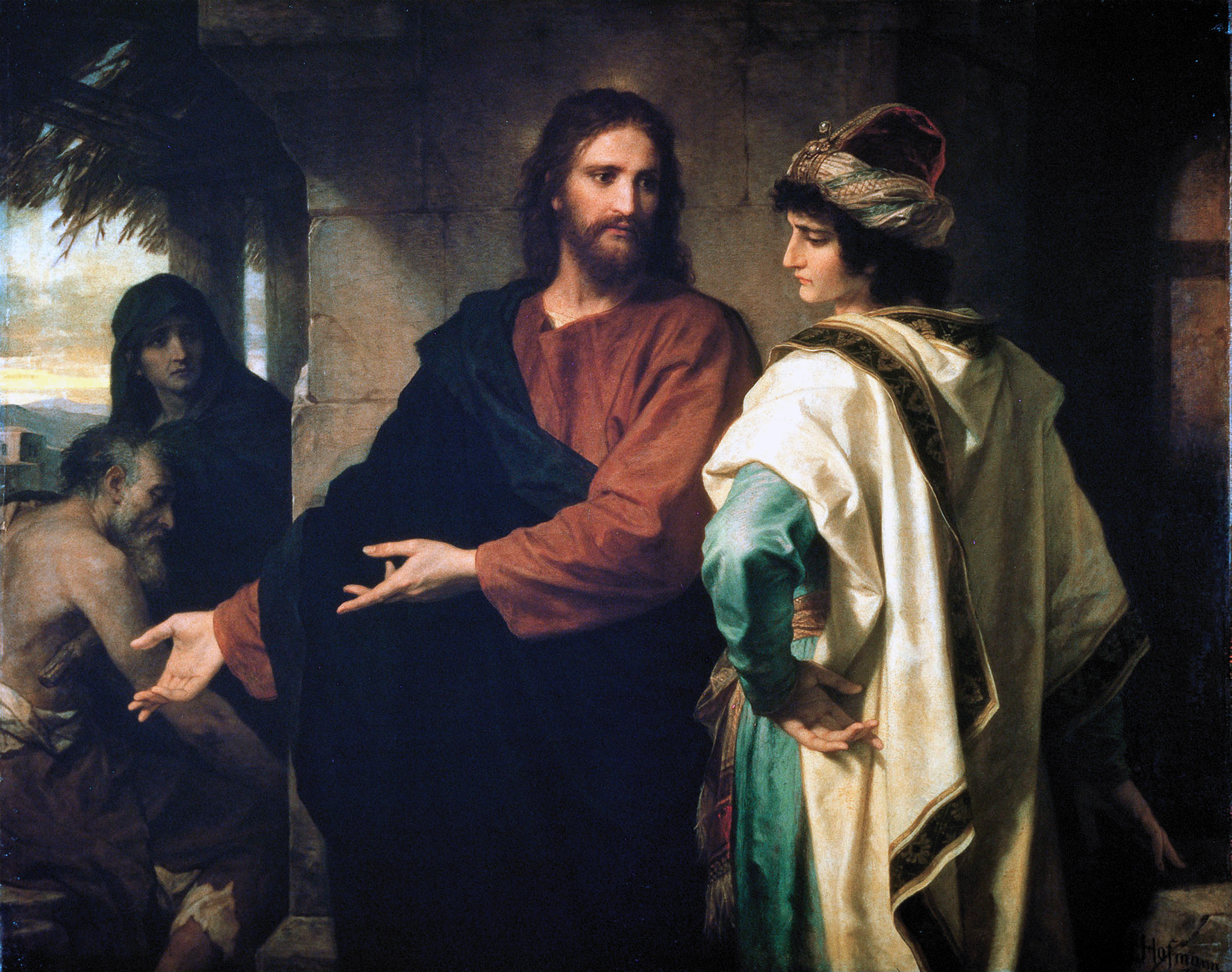
キリストと金持ちの若い役人(1889)